# Pseudonapomyza multimoda
Pseudonapomyza multimoda är en tvåvingeart som beskrevs av Spencer 1966. Pseudonapomyza multimoda ingår i släktet Pseudonapomyza och familjen minerarflugor. Inga underarter finns listade i Catalogue of Life.